# Осада Остальрика (1810)
Осады Остальрика (кат. Setge d'Hostalric) — одно из сражений наполеоновских войн, произошедшее в 1810 году. Французские войска 5 месяцев осаждали город Остальрик в комарке Сельва, Испания, защищаемый испанским гарнизоном во главе с Хулианом Эстрадой. В итоге гарнизон города сдался французским войскам.

## Предыстория
Остальрик — стратегически значимый город, так как он находится на единственном пути между Жироной и Барселоной. Это привело к неудачным попыткам французских войск занять город в июле 1808 года. Во время первых двух осад Жироны связь между Барселоной и Францией была затруднена из-за Остальрика. После капитуляции Жироны французы всерьёз задумались о захвате Остальрика.

## Осада
11 января 1810 года к Остальрику прибыли 2,5 пехотинцев и 200 кавалеристов, которые вскоре получили подкрепление в 3,5 тыс. солдат под командованием генерала Луиджи Мацучелли. Крепость под командованием Хулиана Эстрады была блокирована, и началась осада.
Французским осаждающим, помимо ответного огня из крепости, пришлось столкнуться с враждебными действиями партизан из соседних деревень, в частности из Бреда, Сант-Селони и Тордера.

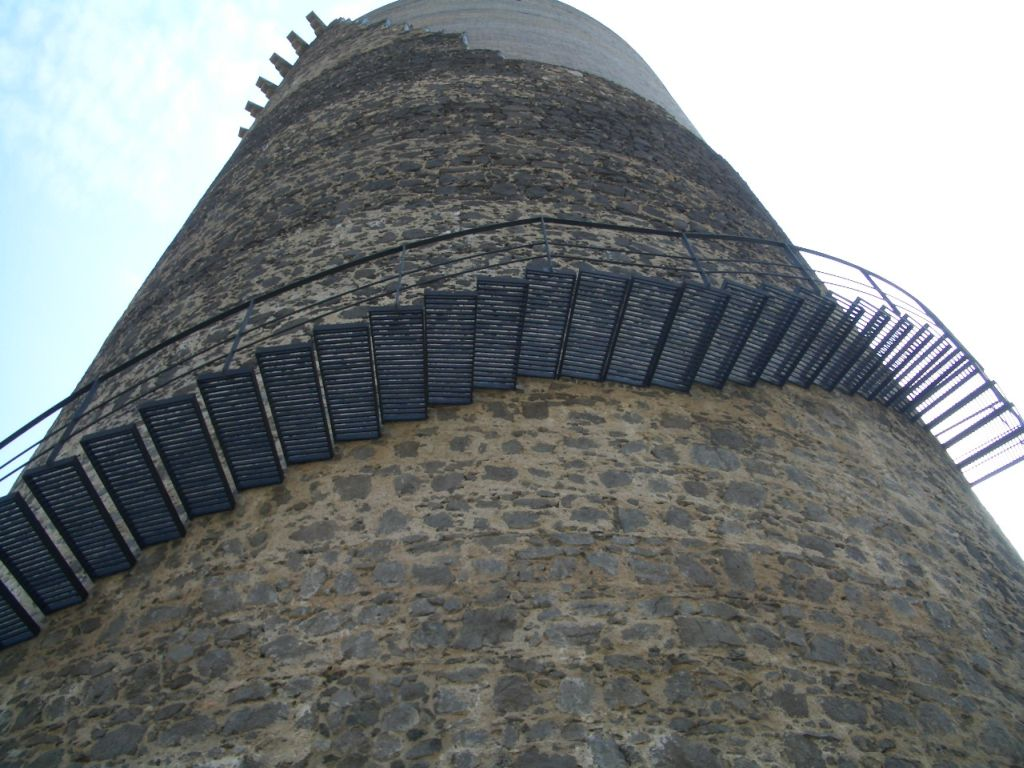
Башня монахов

21 января французы одержали первую победу: они захватили Башню монахов (исп. Torre dels Frares), которую защищали 25 микелетов. После 3 дней атак их капитан погиб, и они сдались. В это же время французские войска Гийома Филибера Дюэма из Барселоны были разгромлены возле Мольета испанцами, которые пытались снять осаду. Французы в ответ начали непрерывную 9-дневную бомбардировку крепости, используя артиллерию, привезенную из Жироны.
5 марта микелетам из Маресме удалось прорвать осаду и прислать обороняющимся подкрепление.
Французы укрепили свои позиции и начали систематические бомбардировки, чтобы разрушить крепостные стены.
Наконец, в ночь на 12 мая, когда французы почти разрушили стены, защитники под командованием Эстрады, отрезанные от источника воды и неспособные больше сопротивляться, устроили отчаянный побег. Хотя поначалу, благодаря прикрытию со стороны ополченцев и раненых, оставшихся в крепости, они смогли покинуть город, беглецы были обнаружены и захвачены в плен в Сан-Фелиу-де-Бушальеу французской колонной. В числе прочих в плен попал и Эстрада.
13 мая французские войска оккупировали крепость.

## Итог
Город Остальрик был практически стёрт с лица земли. После пяти месяцев осады и обстрела более чем 6 тыс. снарядами, из 200 домов в городе осталось только четыре.
После осады около 700 человек сбежали в Вик, где генерал-капитан О’Доннелл наградил их золотой медалью.
Оставшиеся в крепости больные и раненые, около 100 человек, были спасены благодаря переговорам, проведённым инспектором госпиталя Мануэлем Мигелем Мелладо с генералом Мацучелли. Инспектор убедил генерала не разрешать его войскам устраивать «кровь и огонь» в крепости.